# Офайе (язык)
Офайе́ (Ofaié-Xavante, Ofayé, Ofayé-Xavante, Opaié-Shavante, Opayé) — малоупотребительный индейский язык, относящийся к семье языков макро-же, на котором говорит народ офайе, который проживает в штате Мату-Гросу-ду-Сул (вдоль рек Вакарис, Верде и Ивиньема, вокруг муниципалитета Брасиландия) в Бразилии. В настоящее время народ говорит главным образом на португальском языке или кайва.